# Герберт Тримбах
Герберт Йозеф Тримбах (Herbert Josef Trimbach) (нар. 18 серпня 1954 у насел.пункті Шверцельбах/Нижня Франконія) — німецький юрист, який з 1 лютого 2012 працює начальником відділу «Громадська безпека та порядок, поліція, законодавство правопорядку, служба з надзвичайних ситуацій, рятувальна справа» Міністерства внутрішніх та комунальних справ федеральної землі Бранденбург. Тримбах є членом робочої групи II «Внутрішня безпека», а з 1 липня 2015 також головою робочої групи V «Питання пожежної безпеки, рятувальна справа, служба з надзвичайних ситуацій та цивільна оборона» Конференції міністрів внутрішніх справ. На цих зборах федеральні землі та федерація домовляються серед іншого про такі питання як боротьба з надзвичайними ситуаціями, наслідки реформи бундесверу, завдання цивільної оборони та безпеки життєдіяльності населення, а також зокрема обговорюють вплив демографічних змін та його наслідки для пожежників, рятувальників служби з надзвичайних ситуацій та добровольців, що ведуть громадську роботу. Окрім того, істотну роль відіграють захист критичних об'єктів інфраструктури та подальший розвиток служби з надзвичайних ситуацій з огляду на кліматичні зміни.

## Біографія
Після закінчення гімназії ім. Фробеніуса у м. Гаммельбург, Тримбах з 1974 по 1975 проходив дійсну військову службу. З 1975 по 1980 він вивчав право та історію в університетах Вюрцбурга та Шпаєра. Своє навчання він завершив у 1983 складанням 2-го державного юридичного іспиту у Мюнхені.
Згодом Тримбах працював у Республіці Баварія на посадах прокурора та судді, а також у Федеральному міністерстві юстиції у Бонні. Під час роботи на посаді референта в міністерстві він відповідав головним чином за публічне право, а на посаді судді у земельному суді у м. Швайнфурт він зосередився на цивільному та комерційному праві, а також на кримінальному праві. У 1988 році в університеті ім Юліуса Максіміліана у м. Вюрцбург під науковим керівництвом Франца-Людвига Кнемаєра він здобув науковий ступінь доктора обох прав (світського та церковного).
З 1984 по 1992 роки Тримбах був членом міськради м. Гаммельбург та районної ради району Бад-Кіссінген. У серпні 1992 року він перейшов на роботу у федеральну землю Бранденбург. Після суддівської діяльності  в районному суді м. Потсдам він до 2007 року працював в Міністерстві юстиції та європейських питань, очолюваному Гансом-Отто Бройтігамом. Там він був керівником відділу цивільного, цивільно-процесуального та земельно-кадастрового права, а з 1997 року заступником начальника відділу публічного права, приватного права та правової політики. Керував відділом  Дірк Бруер, який згодом став директором бундесрату. В цей період Тримбах інтенсивно займався правовим регулюванням теми «Відкриті майнові питання». З 2002 року Тримбах за сумісництвом був головою ради представників держслужбовців в Міністерстві юстиції, а з 2005  — членом кадрового комітету федеральної землі.
З 2007 по 2012 рік Тримбах був головуючим суддею вищого суду землі Бранденбург, де він очолював 13-ту судову колегію з цивільних справ та 4-ту судову колегію з сімейних справ.
З 1 лютого 2012 він у ранзі міністеріальдиригента є начальником відділу  «Громадська безпека та порядок, поліція, законодавство правопорядку, служба з надзвичайних ситуацій, рятувальна справа» Міністерства внутрішніх та комунальних справ федеральної землі Бранденбург. На  цій посаді він став наступником Юргена Шторбека.
Тримбах займається підготовкою референдарів та за сумісництвом є екзаменатором на 1-му та 2-му державних юридичних іспитах, а також автором наукових публікацій на юридичні та політико-правові теми (напр. у тижневику «Новий юридичний тижневик» (Neue Juristische Wochenschrift), «Нова Юстиція» (Neue Justiz (NJ)). Він є співвидавцем спеціалізованого часопису «pvt – Поліція, транспорт + техніка» («pvt – Polizei Verkehr + Technik»). Тримбах є членом Соціал-демократичної партії Німеччини (СДП) та профспілки поліції (GdP). Окрім того, він є співзасновником та віцепрезидентом Німецько-української асоціації юристів.
З 1975 року він є членом «Союзу Європа» м. Гаммельбуг. Тримбах в рамках лекцій та семінарів, в тому числі в європейському закордонні, виступає за ідею об'єднаної Європи. За свою діяльність під час 40-річного членства він отримав у 2015 році почесний диплом від району Бад-Кіссінген.